# Винни-Пух (мультфильм)
«Ви́нни-Пух» — первый мультипликационный фильм цикла из трёх советских рисованных мультфильмов по одноимённой сказке А. Милна:
- Винни-Пух (1969) (10 мин 42 с);
- Винни-Пух идёт в гости (1971) (9 мин 58 с);
- Винни-Пух и день забот (1972) (19 мин 25 с).

## Сюжет
Медвежонок по имени Винни-Пух, идя по лесу и напевая песенки, встречает высокий-превысокий дуб с мёдом в улье на верхушке и с пчёлами. Сначала он пытается самостоятельно добраться до мёда, но ветка ломается, и он падает в репейник.
Тогда Винни-Пух отправился к своему лучшему другу — поросёнку Пятачку, который жил в домике с надписью «Посторонним В». Сняв колючки с носа, он попросил у него воздушный шарик, и тот дал ему синий шар. Желая замаскироваться под «тучку», Винни-Пух окунается в лужу. Возле дуба Винни-Пух надувает шар побольше, поскольку Пятачок не сумел и чуть не улетел, и воспаряет к улью.
Но Винни-Пуху, желавшему «утащить мёд», всячески препятствуют пчёлы и даже начинают жалить его. Тогда медвежонок придумывает хитроумный план: он просит Пятачка открывать зонтик и ходить взад-вперёд, поговаривая: «Кажется, дождь собирается», а сам решил напевать «тучкины песни».
В конце-концов, поняв, что «это неправильные пчёлы, и они делают неправильно мёд», Винни-Пух решает спуститься на землю и просит Пятачка принести ружьё и сбить шар. Пятачку с третьей попытки удаётся сбить шар, и Винни-Пух приземляется на землю и отряхивает с себя грязь. Затем все уходят подкрепляться.

## История создания
Как вспоминал режиссёр картины Фёдор Хитрук, при подборе актёров для озвучивания главных героев мультфильмов о Винни-Пухе возникли сложности. Перепробовали множество актёров, но никто не подходил. Попробовали Евгения Леонова, но его голос также оказался слишком низким и не устроил создателя мультфильма. Тогда звукооператор Георгий Мартынюк предложил немного ускорить голос быстрой перемоткой плёнки — результат оказался замечательным. Голос попал точно в персонажа. Тот же приём использовали для других героев мультфильма.
Как признавалась Ия Саввина, она, озвучивая Пятачка, слегка пародировала манеру речи Беллы Ахмадулиной в роли журналистки в фильме «Живёт такой парень».

### Стиль мультфильма
Художественное решение мультфильма объединяет «детские» рисунки фонов (например, на заднем плане видны огромные улитки, стрекозы, сидящие на гигантских грибах; деревья, на которых одновременно растут яблоки, сливы и какие-то другие фрукты) и передовые для своего времени плавные цветопереходы в рисунках персонажей (исчезли со 2-й серии). Действие разворачивается на плоскости, как обычно происходит в работах Фёдора Хитрука.
Вокруг вступительных титров также присутствуют «детские» рисунки бабочек, рыбок, птиц и т. п.

## Создатели
- Авторы сценария: Борис Заходер, Фёдор Хитрук
- Режиссёр: Фёдор Хитрук
- Композитор: Моисей Вайнберг
- Художники-постановщики: Владимир Зуйков, Эдуард Назаров
- Оператор: Нина Климова[5]
- Звукооператор: Георгий Мартынюк
- Редактор: Раиса Фричинская
- Ассистенты: Валентина Гилярова, Татьяна Домбровская[6]
- Монтажёр: Нина Майорова
- Мультипликаторы: Наталия Богомолова, Светлана Жутовская, Виолетта Колесникова, Мария Мотрук, Геннадий Сокольский
- Художники: О. Воробьёва, Татьяна Казанцева, Мстислав Купрач, София Митрофанова
- Директор картины: Любовь Бутырина

## Роли озвучивали
| Актёр           | Роль      |
| --------------- | --------- |
| Евгений Леонов  | Винни-Пух |
| Ия Саввина      | Пятачок   |
| Владимир Осенев | От автора |

## Музыка
3 песни:
- «Песенка Винни-Пуха», исполняет Евгений Леонов.
- «Куда идём мы с Пятачком», исполняют Евгений Леонов и Ия Саввина.
- «Тучка», исполняет Евгений Леонов.

## Признание
- В 1976 году за работу над фильмом режиссёр Фёдор Хитрук был удостоен Государственной премии СССР.
- В 2017 году в честь цикла мультфильмов Банк России выпустил два вида памятных монет — в обычном исполнении номиналом 25 рублей и в особом исполнении из серебра номиналом 3 рубля[7][8][9].
- Кадры из мультфильма изображены на почтовых марках СССР 1988 года и России 2012 года.

## Аудиоиздания
В 1995 году были выпущены аудиосказки по мультфильмам из серии о Винни-Пухе с текстом Александра Пожарова на компактных аудиокассетах фирмой «Твик Лирек».
Песенки из мультфильма были выпущены фирмой «Мелодия» в сборниках «Песенки из мультфильмов» на детских пластинках (Д-00030781 и другие), магнитофонных бобинах и компакт-кассетах «Свема». В 1990-е годы песенки выпущены предприятием «Апрелевка Саунд» на пластинках, аудиокассетах и компакт-дисках, позже — только на кассетах и аудиодисках другими компаниями — в первую очередь, «Твик Лирек».